# Cos (Ariège)
Cos ist eine südfranzösische Gemeinde mit 358 Einwohnern (Stand: 1. Januar 2022) im Département Ariège in der Region Okzitanien (vor 2016 Midi-Pyrénées); sie gehört zum Arrondissement Foix und ist Mitglied im Gemeindeverband L’Agglo Foix-Varilhes. Die Einwohner werden Cosois und Cosoises genannt.

## Geografie

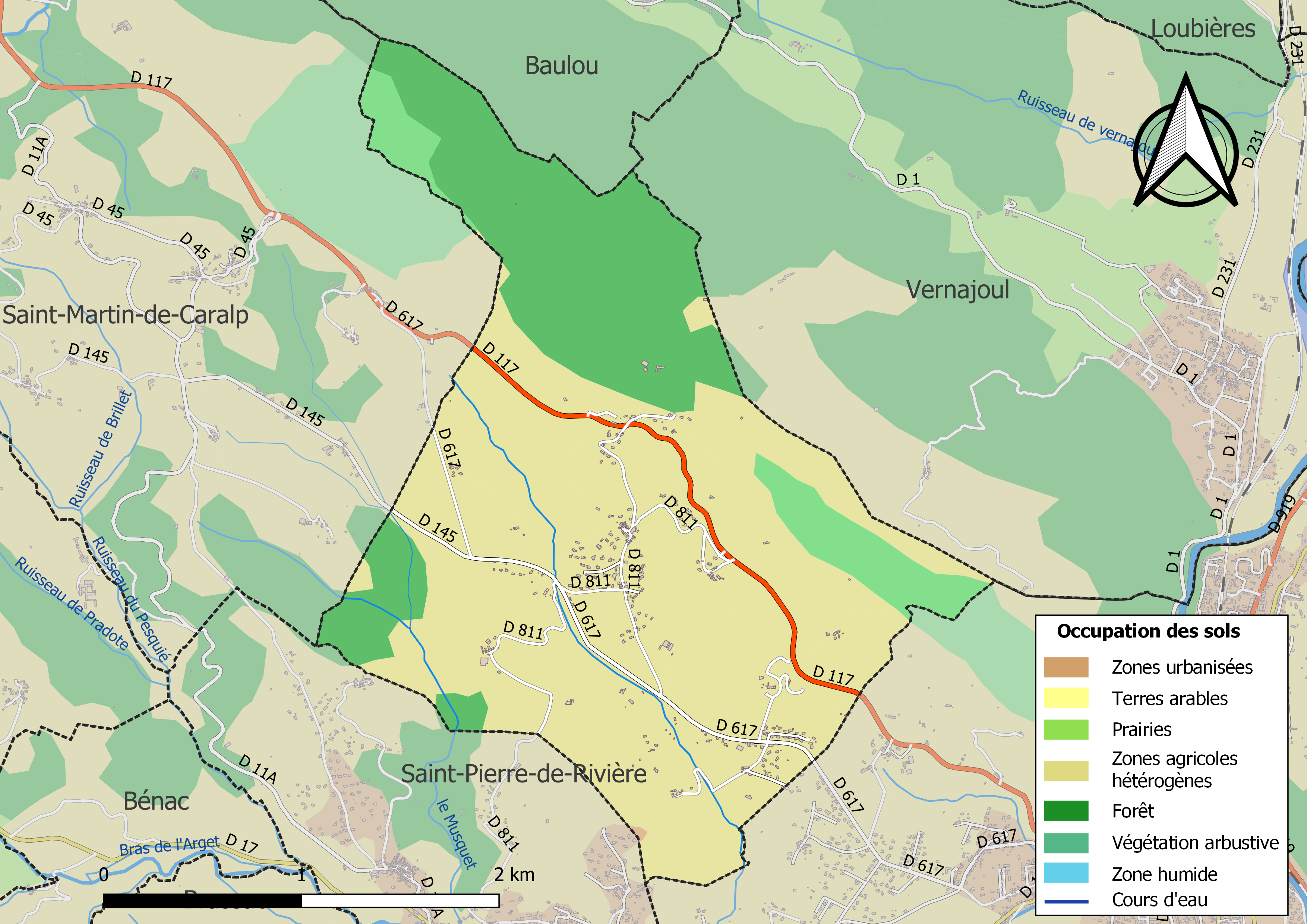
Bodennutzung und Infrastruktur der Gemeinde

Die Gemeinde ist historisch und kulturell Teil des Pays de Foix und liegt etwa drei Kilometer nordwestlich von Foix im La Barguillière-Tal südlich des Plantaurel-Massivs. Cos befindet sich im Einzugsgebiet der Garonne und wird vom Musquet und einem anderen kleineren Bach entwässert. Das Gemeindegebiet ist Teil des Regionalen Naturpark Pyrénées Ariégeoises und von fünf ZNIEFF-Naturgebieten. Zwei Drittel der Fläche der Gemeinde werden landwirtschaftlich genutzt, knapp ein Viertel ist bewaldet.
Umgeben wird Cos von den Nachbargemeinden Baulou im Nordwesten und Norden, Vernajoul im Norden und Nordosten, Foix im Osten und Südosten, Saint-Pierre-de-Rivière im Süden und Südwesten sowie Saint-Martin-de-Caralp im Westen und Nordwesten.

## Bevölkerungsentwicklung
| Jahr                       | 1962 | 1968 | 1975 | 1982 | 1990 | 1999 | 2006 | 2013 | 2020 |
| Einwohner                  | 138  | 124  | 146  | 215  | 236  | 258  | 350  | 408  | 379  |
| Quellen: Cassini und INSEE |      |      |      |      |      |      |      |      |      |

## Sehenswürdigkeiten
- Schloss Caussou

## Verkehr
Die Departementsstraße 117 (ehemalige Route nationale 117) durchquert das Gemeindegebiet von Südost nach Nordwest und verbindet es mit Saint-Girons über Saint-Martin-de-Caral im Westen und mit Foix im Osten. Busse einer Linie der regionalen Transportgesellschaft liO zwischen Foix und Saint-Girons bedienen eine Haltestelle außerhalb des Zentrums der Gemeinde.

## Persönlichkeiten
- Isabelle Sandy (1884–1975), französische Schriftstellerin und Radiomoderatorin, geboren in Cos